# Dave Benton
Dave Benton (rojen kot Efren Eugene Benita), estonski pevec pop glasbe in evrovizijski zmagovalec; * 31. januar 1951, Aruba.
Benton se je rodil na karibskem otoku Aruba ter se pri dvajsetih letih preselil v Združene države Amerike. Kot bobnar in backvokalist je sodeloval z glasbeniki kot so The Drifters, Tom Jones, Billy Ocean, José Feliciano in Platters. 
V 80. letih je živel na Nizozemskem ter tam spoznal svojo bodočo ženo iz Estonije. Leta 1997 sta se zakonca preselila v Estonijo. 
Leta 2001 je skupaj z rockovskim pevcem Tanelom Padarjem in fantovsko skupino 2XL zastopal Estonijo na Pesmi Evrovizije in s pesmijo Everybody zmagal. 